# هاري لاثام
هاري لاثام (بالإنجليزية: Harry Latham)‏ (9 يناير 1921 بشفيلد في المملكة المتحدة - 25 يوليو 1983 في المملكة المتحدة) هو لاعب كرة قدم بريطاني (وحمل سابقاً جنسية المملكة المتحدة لبريطانيا العظمى وأيرلندا) في مركز الدفاع. لعب مع شيفيلد يونايتد ونادي تشيسترفيلد.